# فن سويدي
يشير مصطلح فن سويدي (بالسويدية: Svensk konst) إلى الفنون البصرية التي قُدمت في السويد أو التي قدمها فنانون سويديون. كانت السويد موجودة بصفتها بلدًا مدة تزيد عن 1000 سنة ولزمن يسبق هذا، بالإضافة إلى حقب عديدة متوالية، عادة ما يُعتبر فن الشمال جزءًا من فن شمال إسكاندينافيا الأوسع. تأثر بشدة باتجاهات أوسع في الفن الأوروبي خصوصًا منذ 1100. بعد الحرب العالمية الثانية، ازدادت قوة تأثير الولايات المتحدة بشدة. بسبب الدعم الفني السخي، لدى الفن السويدي المعاصر إنتاج كبير لكل فرد.
لم تكن السويد مركزًا رئيسيًا لإنتاج الفن خصوصًا أو مُصدِّرةً له، إلا أنها كانت ناجحة نسبيًا في الحفاظ على فنها، تحديدًا الطبيعة المعتدلة نسبيا للإصلاح السويدي، عنت الحاجة إلى إعادة بناء الكنائس وإعادة زخرفتها على نطاق واسع أن السويد بالإضافة إلى الدول الاسكندنافية الأخرى، ثرية في ما تبقى من لوحات الكنيسة في العصور الوسطى  وتحفها. فترة واحدة كان فيها للفن الشمالي تأثير قوي على بقية شمال أوروبا وكانت أثناء فن الفايكنج، وهناك العديد من الآثار الباقية سواء في الآثار الحجرية التي تركت دون مساس في جميع أنحاء الريف، والأشياء التي استُخرجت في العصر الحديث.
عطل الإصلاح بشكل كبير التقاليد الفنية السويدية، وترك الهيكل الموجود من الرسامين والنحاتين دون أسواق كبيرة. كان غالبًا ما يطلبه البلاط والطبقة الأرستقراطية هو لوح البورتريه، وكانوا عادةً يستوردون الفنانين لأدائها، لكن لم يستمر ذلك حتى أواخر القرن السابع عشر والقرن الثامن عشر؛ إذ تدربت أعداد كبيرة من السويديين على الأساليب المعاصرة. أدى النجاح السياسي لسلالة فاسا إلى إحياء كبير، معبَر عنه «بأسلوب غوستافان»، الذي كان له بعض التأثير على البلدان المجاورة مرة أخرى.
من بين الفنانين السويديين المشهورين: جون باور وكارل ميلز وأندرس زورن وكاررل لارسون وكارل إلده.

## التاريخ
فن ما قبل التاريخ

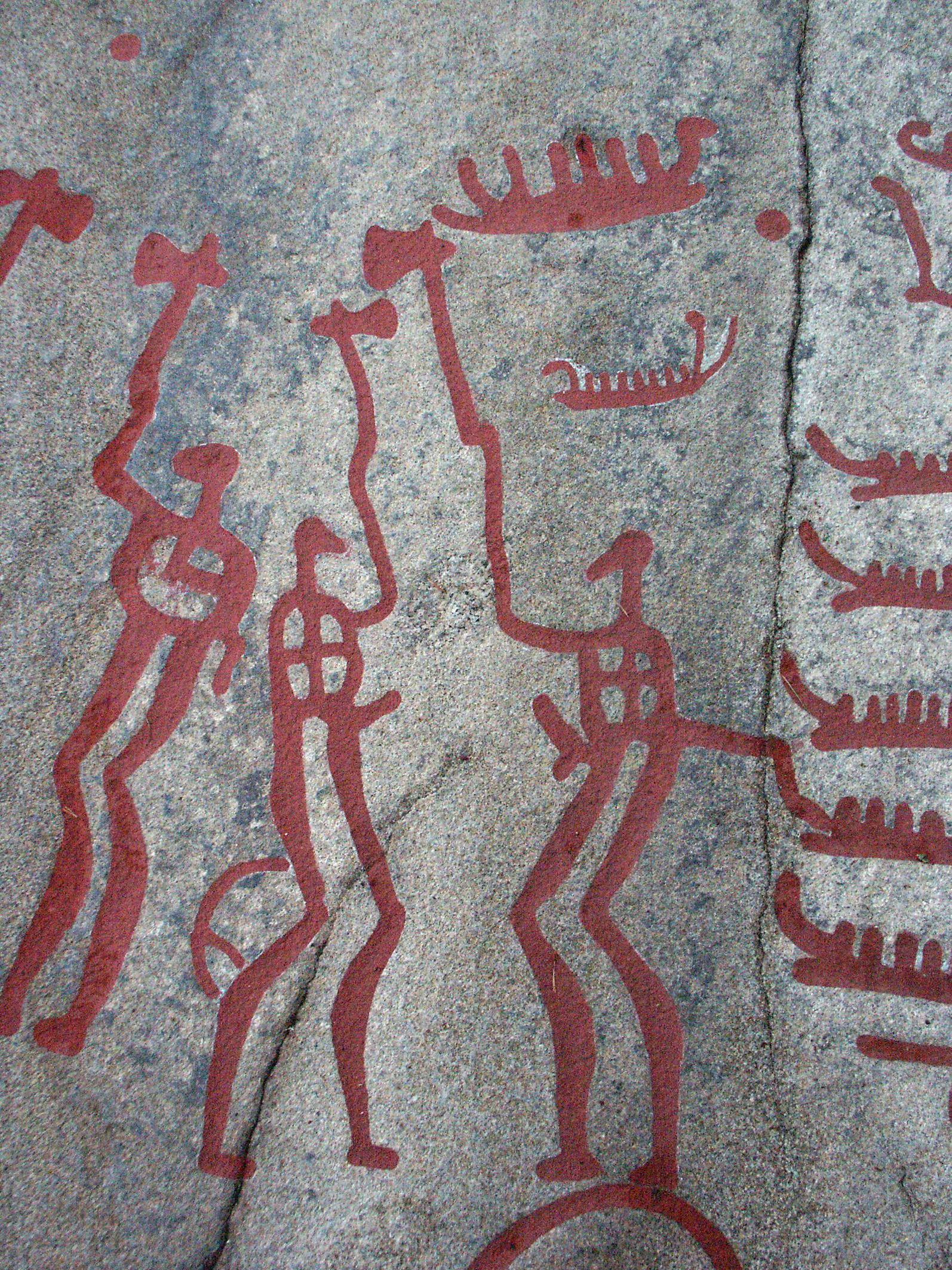
نقوش تعود لحقبة ما قبل التاريخ في محافظة فسترا يوتالاند

عندما انتهى العصر الجليدي، سكن الصيادون والجامعون شبه الجزيرة الاسكندينافية من الجنوب. الفن الناجيمن هذه الحقبة هو تعبيرات عن العصر الحجري وهي بسيطة وتعطي انطباعًا عن المادة المتاحة. فقط الأشكال الفنية المستمرة حقًا هي التي نجت من إتلاف الزمن: يسري هذا التعبير على النقوش الحجرية. نُحتت صور وأشخاص على جلمود الصخر ونتوءاته. بدأ نحتها نحو 7000 قبل الميلاد. يوجد بالسويد أحد أكبر تركيزات النقوش الحجرية مع مركز محلي في بلدية تانوم في مقاطعة بوهلان.
خلال العصر البرونزي، قُدمت الزخرفة الحلزونية بالأسلوب الموجود في الدنمارك. منذ نحو عام 400 ميلادية، تطورت زخرفة الحيوانات في الشمال، وهو أسلوب غني ومبدع بشكل غير عادي وصل إلى ذروته خلال القرن السابع بما يُسمى بأسلوب فنديل. شهدت زخرفة الحيوان ازدهارًا متجددًا للشواهد الرونية. أُضيفت الشواهد الرونية -بعضها توضيحي جدًا وتسمى «كتل الصور»- بين 200 م و 1130 مع ازدهار في الفترة ما بين 980 و 1100.